# 漢諾威的格奧爾格·威廉 (1880-1912)
格奧爾格·威廉（德語：Georg Wilhelm，1880年10月28日—1912年5月20日），漢諾威王儲恩斯特·奧古斯特長子。1912年，格奧爾格·威廉因車禍去世，得年31歲。